# Alicia Sornosa
Alicia Sornosa (n. Madrid; 1973) es una periodista española especializada en motor y la primera mujer de habla hispana en dar la vuelta al mundo en moto (2011-2013).

## Trayectoria profesional
En 2009 se compró su primera moto con la que en 2011 se convirtió en la primera hispanohablante en dar la vuelta al mundo en moto. Su viaje comenzó el 8 de septiembre de 2011 con una moto BMW F 650 GS a la que llamó "Descubierta", nombre del barco de la Expedición Malaspina, un viaje científico y político alrededor del mundo que tuvo lugar entre 1789 y 1791.
En su faceta solidaria, Sornosa realizó visitas a hospitales infantiles, dio charlas en cárceles y colaboró con la recaudación de dinero para  diferentes ONGs. Por ejemplo, en su viaje a Perú trabajó apoyando a las mujeres maltratadas de Lima, la capital de la república, en asociación con la ONG PADMA. Esta labor solidaria tuvo su reconocimiento en enero de 2017, cuando recibió un galardón del Festival C.D. Motonavo en Begíjar (Jaén).
Sornosa  es una periodista del motor y aventura, ha realizado colaboraciones periodísticas con medios como ABC, El Periódico de Catalunya, El Mundo, El País y SoloMoto30 y participó en radios como M80, COPE, Cadena SER, Radio Nacional de España y en el programa de viajes 'Paralelo20' de Radio Marca.
Es la autora del libro '360 grados: Una mujer, una moto y el mundo' (Bandàaparte 2017) que recoge todo su periplo, previamente escribió un libro de relatos 'Mujeres viajeras' (Casiopea, 2013) y 'El mundo de equipaje' (Viajes al Pasado, 2014). El 18 de septiembre 2016 apareció en la serie documental de televisión Héroes invisibles que emite La 2 de Televisión Española, Ha viajado por todo el mundo dando charlas y  conferencias, aprovechando su experiencia, además, para prospectar nuevas rutas por el mundo.  Ha diseñado rutas para la Guía Repsol y colabora con las agencias de viajes de autor BTheTravel Brand y El Pais Viajes Archivado el 29 de junio de 2019 en Wayback Machine., diseñando y guiando viajes en moto por todo el planeta . Imagen para España de Ducati Scrambler desde 2015.
En 2018 recibe de la Sociedad Geográfica Española, el galardón Mejor Viaje del Año 2018, de manos de S.M el rey Felipe VI. Durante la gala anual de esta Sociedad, Sornosa compartió escenario con otros científicos, viajeros, inventores y personas que sobresalen tanto en el mundo de la exploración como de la investigación; como el fotógrafo portugués Sebastião Salgado, el Premio Internacional Selma Huxley Barkham, o el joven investigador Boyan Slat.
Desde 2022 trabaja realizando un podcast para el Grupo Prisa y Podium Podcast,  junto al subdirector de motor del Grupo, Raúl Romojaro. "De 100 a 0"
2023 realiza su primer podcast de viajes "Toda Aventura Comienza con un Sí" para Radio Viajera.

## Expediciones

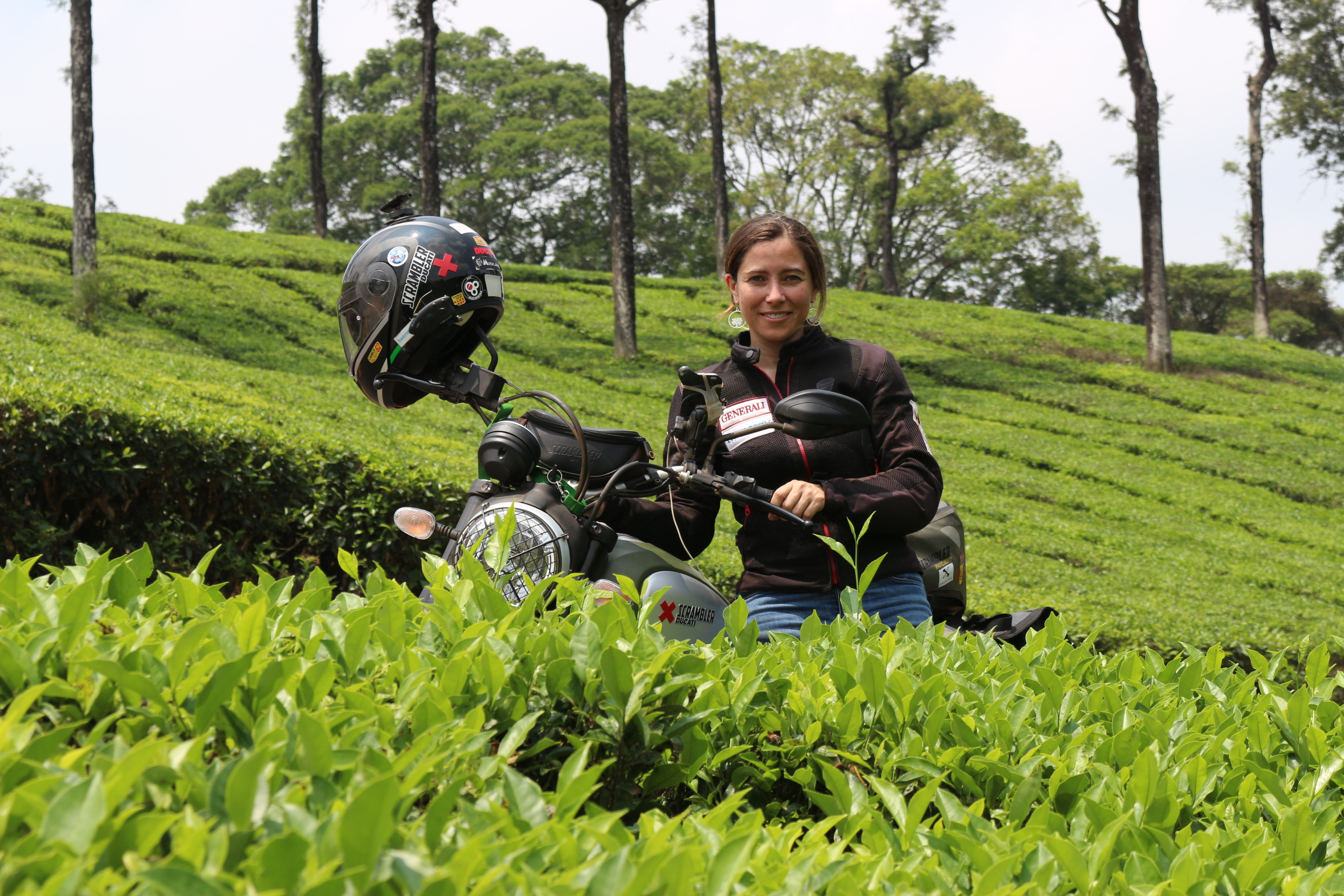
Imagen entre las plantaciones de té en Valparai, kerala, India. Durante el viaje de 2016.

2011-2012 En su primer viaje, realizado entre septiembre de 2011 y septiembre de 2012, recorrió en moto España, Italia, Egipto, Sudán, Etiopía, Kenia, India, Singapur, Bali (Indonesia), Australia, Los Ángeles (EE. UU.), Vancouver (Canadá), Alaska, Canadá y Estados Unidos. 
2012-2013 A continuación, siguió su periplo por México, Puerto Rico, Colombia, Perú, Chile, Ushuaia (Argentina) y Uruguay.
Entre noviembre de 2013 y enero de 2014 recorrió Chile, Perú, Argentina y Bolivia.
2014 Desde agosto a octubre de 2014 recorrió España, Rusia, Kazajistán Mongolia y Japón.
2015 Realizó un viaje de tres meses por el este de Europa: Francia, Italia, Eslovenia, Hungría, Eslovaquia, Chequia, Austria, Alemania, Suiza.
2016 viajó durante 8.000 kilómetros por la costa de India, llegando a Nepal y rodando por Mustang Valley. Recaudó más de 4.000€ para dos ONG que ayudan a los damnificados por el reciente terremoto. TVE la incluye en un capítulo de su serie "Héroes Invisibles". Realiza el primer viaje en moto "Cero Emisiones" al calcular las emisiones de CO2 y contrrestarlas con la plantación de árboles en el quemado monte Abantos de Madrid, un trabajo junto a Twenergy.
2017 Durante este año ya ha realizado varios viajes; México desde Yucatán a Sinaloa, cruzando el centro del país y recorriendo la Baja California. Himalayas Indios: un viaje en compañía de otros motoverlanders para rodar por el valle de Sangla y Spiti, llegar al pueblo más alto del Mundo (Komic 4.587m) y bajar por el peligroso y alto Roten Pass hasta Nueva Delhi.
2018-19 15.000 km desde Etiopía hasta Ciudad del Cabo durante 4 meses. Etiopía, Kenia, Tanzania, Malaui, Mozambique, Sudáfrica y Lesoto han sido los países de paso de esta expedición, en la que ha recaudado más de 5.000 euros que se entregaron a la ONG “Amigos de Silva” para la construcción de pozos de agua en este primer país. Este viaje le ha valido un premio otorgado por la Sociedad Geográfica Española y entregado por S.M el rey Felipe IV.
2019- 6.000 km entre Chile, Perú y Bolivia en un nuevo viaje que comenzó con el guiado de un grupo por la Carretera Austral.
2019- 10.000 km recorriendo el oeste americano, desde Los Ángeles hasta Seatle, de aquí a Denver, Phoenix y de nuevo L.A. Una aventura en la que se sumergió en la cultura vaquera de este país del norte de América.
2020- 10.000 km desde Madrid hasta Dakar, recorriendo Marruecos, Mauritania y  Senegal y recaudando 2.000€ para la compra de una motocicleta para un jefe de una tribu del País Bassari. Este viaje lo hizo acompañada de otra motoviajera, Raquel Herranz (@Reichelindomable) durante los dos meses previos a la pandemia del Covid. Las visitas a Campamentos Solidarios fueron el nexo de unión del viaje, la aventura y su causa solidaria.
2020- Se imprime la 4.º edición de su novela "360 Grados" (Bandaaparte) y firma su próximo libro con la editorial Anaya.
2021- Se publica "Toda Aventura Comienza con un Sí" (Anaya Touring) Este libro es más que un manual de viaje, es una guía de motivación para overlanders y para todos los que, como ella, no temen lanzarse a nuevas aventuras, salpicado de anécdotas y un buen número de situaciones divertidas -y otras no tanto- que ha vivido en sus viaje. Escrito durante la pandemia.
2022- En febrero embarca para República Dominicana, donde recorre esta isla en compañía de una Rider local. Abril es el mes que elige para realizar un viajede dos meses desde España a Grecia, pasando por Italia, Croacia, Montenegro y Albania. En junio, recorre 3.000 km en moto eléctrica por la Gran Ruta Suiza, desde Madrid, realizando una guía On Line para viajeros.
2023 Comienza el año viajando al sudeste asiático para recorrer el Mae Song Loop en Tailandia, desde Bangkok y Vietnam, viaje que no finaliza por un accidente de moto en este último país.